# Kiczkass
Kiczkass (ros. Кичкасс) – wieś (sieło) w Rosji, w obwodzie orenburskim, w rejonie pieriewołockim. W 2010 liczyła 900 mieszkańców.